# Aseptis bultata
Aseptis bultata är en fjärilsart som beskrevs av Smith 1906. Aseptis bultata ingår i släktet Aseptis och familjen nattflyn. Inga underarter finns listade i Catalogue of Life.